# اختلال‌های شخصیتی گروه B
اختلال‌های شخصیتی گروه B (به انگلیسی: Cluster B Personality Disorders) دسته‌بندی ای از اختلالات شخصیتی ای است که در دی‌اس‌ام-۵ و دی‌اس‌ام-۴ گروه‌بندی و تعریف شده. این دسته اختلالاتی را شامل می‌شود که دارای خصوصیاتی مانند تکانشگری، خود ویرانگری، رفتار احساسی و بعضی اوقات دور فهمی در برخورد با دیگران هستند.

## اختلال‌ها
اختلال‌های شخصیتی که این دسته شامل می‌شود عبارتند از:
- اختلال شخصیت ضداجتماعی
- خودشیفتگی
- اختلال شخصیت مرزی
- اختلال شخصیت نمایشی